# Wanda Panfil
Wanda Marianna Panfil-González (Opoczno, 26 gennaio 1959) è un'ex maratoneta e mezzofondista polacca, campionessa mondiale di maratona nel 1991.

## Record nazionali

### Seniores
- 10 km (su strada): 32'11 ( Mobile, 28 marzo 1992)
- 20 km (su strada): 1h08'20 ( Brzeszcze, 28 agosto 1988)

## Palmarès
| Anno | Manifestazione  | Sede       | Evento       | Risultato | Prestazione | Note |
| ---- | --------------- | ---------- | ------------ | --------- | ----------- | ---- |
| 1988 | Giochi olimpici | Seul       | 10000 m      | r         |             |      |
| 1988 | Giochi olimpici | Seul       | Maratona     | 22ª       | 2h34'35     |      |
| 1990 | Europei         | Spalato    | 10.000 metri | 7ª        | 32'06"01    |      |
| 1991 | Mondiali        | Tokyo      | Maratona     | Oro       | 2h29'53     |      |
| 1992 | Giochi olimpici | Barcellona | Maratona     | 22ª       | 2h47'27     |      |

## Altre competizioni internazionali
1990
- Oro alla Maratona di New York ( New York) - 2h30'45"

1991
- Oro alla Maratona di Boston ( Boston) - 2h24'18"